# Die Spätzünder 2 – Der Himmel soll warten
Die Spätzünder 2 – Der Himmel soll warten ist die Fortsetzung der deutsch-österreichischen Filmkomödie Die Spätzünder aus dem Jahr 2010, ebenso unter der Regie von Wolfgang Murnberger. Die Hauptdarsteller des ersten Films (Jan Josef Liefers, Ursula Strauss, Joachim Fuchsberger und Bibiana Zeller) spielten in der Fortsetzung auch wieder mit. Neu dabei war unter anderem Dieter Hallervorden. Der Fernsehfilm wurde erstmals am 23. Oktober 2013 im Ersten im Rahmen der Reihe FilmMittwoch im Ersten ausgestrahlt.

## Handlung
Es sind mittlerweile drei Jahre vergangen. Die „Spätzünder“ sind durch ihre Tourneen zunehmend ausgelaugt und geschwächt, legen daher eine Pause ein und kehren zurück ins Heim. Marina ist jetzt dessen Leiterin. Sie erwartet ein Kind aus der Beziehung mit Rocco. Doch diese Beziehung wird immer wieder auf die Probe gestellt, da Rocco aus der Sicht von Marina zu wenig Verantwortung übernimmt. Zu allem Unglück ist auch das Interesse an Roccos Band, die „Herzschrittmacher“, zurückgegangen. Die CDs sind Ladenhüter und Roccos Versuch, bei seinem Produzenten eine neue CD aufnehmen zu können, scheitert, wie auch der Versuch, dafür einen Kredit von der Bank zu bekommen, weil er die Einnahmen der Band zusammen mit Herrn Klüger an der Börse falsch angelegt und alles verloren hat.
Auch die Senioren des Heims haben nicht mehr so recht Lust auf die Band und möchten lieber selbständiger werden und wieder Verantwortung übernehmen. Dieser Freiheitsgedanke wird auch ausgelöst durch die an die Flower-Power-Zeit Ende der 1960er Jahre erinnernde Lebensweise, die die neue Bewohnerin Sandra an den Tag legt, die auch vor dem Anbau von Cannabispflanzen in ihrem Zimmer nicht zurückschreckt.
Hierdurch wächst die Idee bei den Bewohnern, den anhaltenden Bevormundungen zu entfliehen und das Heim in Selbstverwaltung führen zu wollen, indem jeder, seinem ehemaligen Beruf entsprechend, Aufgaben übernehmen soll. Die ehemalige Heimleiterin Frau Glück hat mittlerweile eine leitende Funktion im Ministerium und muss über diesen Antrag entscheiden. Dabei hat sie natürlich nie vergessen, dass die Bewohner dafür gesorgt haben, dass sie als Heimleiterin zurücktreten musste. Sie setzt fortan alles daran, die Verhältnisse im Heim wieder in den alten Zustand zurückzuversetzen und jegliche Rebellion der „Spätzünder“ im Keim zu ersticken. Als erstes suspendiert sie Marina, da sie in dem unter staatlicher Führung stehenden Heim zu viel durchgehen lassen hat. Darauf besetzen die „Alten“ das Heim und machen dies in den Medien publik. Herr Schagowetz will in der Folge das Seniorenheim aus den Einnahmen der Band kaufen. Er weiß nicht, dass das Geld nicht mehr vorhanden ist. Auch das eilig bei allen Bewohnern gesammelte Geld reicht dafür nicht aus. Rocco ist es dann, der die rettende Idee hat, die Senioren zusammen mit dem bekannten Rapper Sido mit ihrem neuen Lied „Der Himmel soll warten“ auftreten zu lassen, das dann prompt wieder ein Hit wird.

## Rezeption

### Einschaltquote
Bei der Erstausstrahlung von Die Spätzünder 2 – Der Himmel soll warten am 23. Oktober 2013 erreichte der Film 6,6 Millionen Zuschauer und 20,8 Prozent des Gesamtmarktanteils für das Erste.

### Kritiken
Rainer Tittelbach von tittelbach.tv meint: „‚Die Spätzünder‘, der Überraschungsquotenhit 2010, bekommt einen zweiten Aufguss und der ist deutlich schwächer. Die Story braucht lange, um die Wohlfühlebene zu erreichen. Nicht gewitzte Dialoge, nur Alten-, Esoterik- und Hippie-Klischees purzeln.“
Bei Quotenmeter ist man der Meinung: „Obwohl sich ein Großteil des Films damit befasst, wie die Senioren kopfschüttelnd ihre Bevormundung über sich ergehen lassen und dann Stück für Stück ihre Freiheit erkämpfen (was Murnberger mit einem liebenswerten, ruhigen Humor erzählt, dem ein Hauch Melancholie angewohnt), ist ‚Die Spätzünder 2‘ kein Problemfilm.“ So sind die „herzlicheren Momente, die zwischen Hippie-Klischees und Musikcomedy-Sequenzen eingepflegt sind, […] nicht etwa fehl am Platz, sondern helfen, ‚Die Spätzünder 2‘ vor einem Schicksal als schrullige ARD-TV-Komödie ohne Mehrwert zu bewahren. Nicht zuletzt dank der engagierten Performances von Dieter Hallervorden als störrischer, trauriger Einzelgänger und Joachim Fuchsberger als fideler Anführer.“
„Augenzwinkernd ruft der Film dazu auf, sich auch im Alter nicht hängen zu lassen und weiterzumachen.“ Und man erfährt, wie „schwierig es für alte Menschen sein kann, trotz ihrer Gebrechen als vollwertige und mündige Mitglieder der Gesellschaft anerkannt zu werden, die nicht auf Kleinkindniveau behandelt werden wollen.“
Die Redaktion von TV Spielfilm befand, „Didi Hallervorden und „Blacky“ Fuchsberger rocken wieder das Altersheim. – Banal, aber liebenswert.“ und zeigten den Daumen nach oben.